# Giovanni de Torres
Giovanni de Torres (ur. w 1605 w Rzymie, zm. we wrześniu 1662) – włoski duchowny rzymskokatolicki pochodzenia hiszpańskiego, dyplomata papieski, nuncjusz apostolski w Polsce, arcybiskup Salerno.

## Biografia

### Młodość i prezbiteriat
Syn Ludovica, mieszkającego w Rzymie szlachcica pochodzenia hiszpańskiego i Marii z domu Cenci. Jego stryjem był Cosimo de Torres, późniejszy kardynał. Studiował na uniwersytetach w Perugii i w Bolonii, kończąc edukację z tytułem doktora obojga praw.
Po studiach powrócił do Rzymu, gdzie pracował jako primicerius, a od 1630 jako referendarz Obojga Sygnatur. Następnie został wikariuszem swojego stryja kard. Cosimo de Torresa, który w 1634 został arcybiskupem Monreale. Od 1639 zarządzał arcybiskupstwem pod nieobecność stryja, który wyjechał na leczenie do Rzymu.
30 stycznia 1645 papież Innocenty X mianował go arcybiskupem in partibus infidelium hadrianopolitańskim. 19 lutego 1645 przyjął sakrę biskupią z rąk kard. Gasparego Mattei. Współkonsekratorami byli biskup krakowski Piotr Gembicki oraz biskup Aversy Carlo Carafa della Spina CR.

### Nuncjusz apostolski w Polsce

#### Sprawy polityczne za Władysława IV
16 lutego lub 1 maja 1645 został mianowany nuncjuszem apostolskim w Polsce (jego nieżyjący już stryj również był nuncjuszem apostolskim w Polsce, a później kardynałem protektorem Królestwa Polskiego). Do Warszawy przybył 15 września tr., a 23 października po raz pierwszy przyjął go na audiencji król Polski Władysław IV Waza.
Ważną kwestią w stosunkach polsko-watykańskich w początkowym okresie urzędowania abpa de Torresa była sprawa przyszłej wojny Rzeczypospolitej z Turcją. Władysław IV nalegał, aby papież przyłączył się do sojuszu polsko-weneckiego i wsparł wojnę. Rzym natomiast nie chciał popierać nic ponad dywersyjną działalność antyturecką Kozaków. Aby zmienić stanowisko papieża na abpa de Torresa naciskali Władysław IV i ambasador Wenecji w Rzeczypospolitej G. Tiepolo, ten jednak zasłaniając się trudną sytuacją finansową Stolicy Apostolskiej, odrzucał poparcie dla wojny. Naciski, szczególnie ze strony ambasadora Tiepolo, zwiększyły się wiosną 1646. Król w tym czasie był zajęty ostrym sprzeciwem Sejmu wobec jego planów wojennych. Ostatecznie abp de Torres otrzymał od papieża 30 000 scudo, jako jednorazowy wkład w wojnę z Turcją, które miał przekazać królowi pod warunkami wybuchu wojny, porozumienia króla z Sejmem i zawarcia układu pomiędzy Polską a Wenecją. Szczególnie drugi z warunków uważany był za zaporowy, z uwagi na silną opozycję antywojenną w Sejmie.
Sam nuncjusz de Torres, jakkolwiek stosował się do instrukcji otrzymanych z Sekretariatu Stanu, osobiście zajmował przeciwne stanowisko i popierał zaangażowanie się Rzymu w wojnę przeciwko Turkom. Zajął przed sekretarzem stanu polskie stanowisko, starając się uzyskać złagodzenie warunków przekazania pieniędzy. Jednak projekt wojny upadł wraz z potrzymaniem sprzeciwu przez Sejm jesienią 1646.

#### Sprawy kościelne
Zajmował się sprawami Kościoła w Rzeczypospolitej, często spotykając się z duchowieństwem. Na niwie kościelnej współpraca z królem układała się mu dobrze. Jednym z nielicznych nieporozumień była sprawa pijarów, których status Rzym chciał zredukować z zakonu do zgromadzenia. Abp de Torres nalegał, aby Władysław IV zaakceptował tę decyzję, jednak król, będący protektorem pijarów, ją odrzucił.
Nuncjusz de Torres wspierał rozmowy unickiego biskupa chełmskiego Metodego Terleckiego z prawosławnym metropolitą kijowskim Piotrem Mohyłą o unii prawosławia na Ukrainie z katolikami. Z powodu wybuchu powstania Chmielnickiego projekt ten nie wszedł w życie.
Za jego urzędowania mianowany kardynałem został brat króla Jan Kazimierz. Nowy kardynał domagał się używania wobec sobie zwrotu wasza najjaśniejsza wysokość zamiast eminencja, czego zakazywały kardynałom papieskie dekrety. De Torres otrzymał wiele próśb i protestów w tej sprawie. W proteście przeciwko niespełnieniu życzenia Jana Kazimierza, na początku stycznia 1647 odmówiono nuncjuszowi tradycyjnej wymiany życzeń z królem.
Położył kamień węgielny pod budowę klasztoru kartuzów w Berezie.

#### Elekcja i sprawy polityczne za Jana II Kazimierza
Podczas elekcji 1648 o jego poparcie zabiegali starający się o koronę Jan Kazimierz i biskup wrocławski Karol Ferdynand Waza. Z Rzymu otrzymał jednak instrukcje zobowiązujące go do zachowania neutralności na elekcji. Dołożył jednak starań, aby nie został wybrany trzeci z kandydatów, protestant Zygmunt Rakoczy.
Podczas Sejmu 1649/1650 bez rezultatu protestował przeciwko ustępstwom na rzecz prawosławnych, będących na szkodę Kościoła unickiego, poczynionych w rozejmie z Chmielnickim.
Angażował się w rozmowy o wznowieniu antytureckiego sojuszu polsko-weneckiego, prawdopodobnie bardziej niż to konieczne, bowiem otrzymał za to naganę z Rzymu.
Urzędowanie zakończył 21 września 1652. Dwa dni później wybrał się w podróż powrotną do Włoch. W późniejszych latach papież kilkukrotnie otrzymywał z Polski prośby o mianowanie de Torresa kardynałem, jednak do nominacji nigdy nie doszło, najprawdopodobniej z powodu sprzeciwów Francji.

### Arcybiskup Salerno
1 kwietnia 1658 papież Aleksander VII mianował go arcybiskupem Salerno. 8 czerwca objął arcybiskupstwo przez prokurenta. Sam przybył do Salerno we wrześniu. Zastał miasto i diecezję wyniszczone przez zarazę z 1656. W latach 1659–1660 osobiście wizytował diecezję. W 1661 przeprowadził synod diecezjalny. Arcybiskupem Salerno był do śmierci we wrześniu 1662.